# Berthe Morisot au bouquet de violettes
Pour les articles homonymes, voir Berthe Morisot (homonymie).
Berthe Morisot au bouquet de violettes est un tableau réalisé par le peintre Édouard Manet en 1872. La toile représente la future belle-sœur de l'artiste, Berthe Morisot, elle-même peintre, qui épousera son frère Eugène Manet en 1874.
La jeune femme, qui arbore un bouquet de violettes, est représentée dans un habile mélange de clair et d'obscur donnant au tableau un esprit très particulier. Paul Valéry, notamment, y voyait l'œuvre la plus réussie d'Édouard Manet.